# 댄 비른
댄 비른(Dan Beirne)은 캐나다의 영화배우이다.
오타와에서 태어났다.

## 영화
- 그레이트 그레이트 그레이트 (2017년)
- 석 잇 업 (2017년)
- 쓰리 나이트 스탠드 (2013년)
- 브런치 비치 (2013년) - 조 역
- 롤랜드 (2013년) - 롤랜드 역
- 파 아비옹 (2012년)
- 언 인시그니피컨트 맨 (2012년)
- 비트 다운 (2012년) - 헨리 역
- 피퍼스 (2010년)
- 더 트로츠키 (2009년)
- 컬러바스 (2006년)